# Gale (krater)
Gale är en nedslagskrater på planeten Mars, nära gränsen till låglandet Elysium Planitia på 5°24′S 137°42′Ö / 5.4°S 137.7°Ö. Kratern är 154 km i diameter, och tros vara omkring 3,5 till 3,8 miljarder år. Kratern fick sitt namn efter Walter Frederick Gale, en amatörastronom som observerade Mars i slutet av 1800-talet och beskrev förekomsten av kanaler på Mars.

## Attribut
Gale skiljer sig från många kratrar då kratern har en enorm hög av sönderfallna klippstycken runt kraterns centrala topp. Det gör att i mitten av kratern finns ett berg som stiger 5,5 km över den norra kraterbotten och 4,5 km ovanför den södra kraterbotten - vilket gör högen med sönderfallna klippstycken något högre än den södra kraterranden. Högen består av skiktat material och kan ha bildats under en period av ca 2 miljarder år. Högens ursprung är inte känd med säkerhet, men forskning tyder på det är den eroderade kvarlevan av sedimentära lager som en gång fyllde kratern helt, möjligen ursprungligen utfällts på en sjöbotten. Detta är dock ännu föremål för debatt.

## Curiosity
Den 6 augusti 2012 landade NASAs rover Curiosity i kratern.